# Нарва (река)
На́рва (Наро́ва; эст. Narva jõgi и Naroova) — река на границе Эстонии и Ленинградской области Российской Федерации. В литературе также встречаются названия Алуксе (древнее название Наровы) и Бек, последнее было употребимо во времена шведского владычества в XVII веке и упоминается у Олеария. На реке расположены города — российский Ивангород и эстонские Нарва и Нарва-Йыэсуу. Берега реки в настоящее время соединяют три моста. По фарватеру реки с 1991 года проходит российско-эстонская граница. Регион вдоль берегов реки носит название Принаровье.

## Общие сведения
Река берёт начало из Чудско-Псковского озера и впадает в Нарвскую губу Финского залива Балтийского моря.
- Длина реки — 77 км, из них 40 км — верхнее течение, 20 км — среднее течение, 17 км — нижнее течение.
- Площадь бассейна — 56 200 км².
- Расход воды в устье у реки — 399[5] м³/сек или 12,58 км³/год, что на 78 м³/сек или на 2,46 км³/год больше, чем у истока.
- Падение реки — 30 м, из них 19 % (4—7,5 м) приходится на Нарвские водопады, а 16 % (5 м) на Омутские пороги.
- Потенциальные гидроэнергетические ресурсы: среднегодовая мощность 141 МВт, среднегодовая выработка 1235 млн кВт⋅ч.
- Ширина в среднем 200—300 м, однако, ниже ГЭС по течению до 390 м, а наибольшая ширина наблюдается в верховьях у острова Верховского — около 900 м.
- Преобладающая глубина 3-4 м, местами до 6 м, ниже ГЭС — до 11 м, перед устьем — до 15 м.
- Средняя скорость течения реки — 1 м/с, на порогах до 3 м/с, в нижнем течении до 0,5 м/с.
- Ледовые явления на реке длятся до 5,5 месяцев, летом — межень.
- Питание реки смешанное с преобладанием снегового (большую часть воды приносит Чудское озеро).

Гидроэлектростанции: Нарвская ГЭС.
Города на реке: Нарва, Нарва-Йыэсуу (Эстония) и Ивангород (Россия).
Судоходство: река судоходна ниже Нарвской ГЭС (14,9 км) и на Нарвском водохранилище (15 км), таким образом, на 40 % река судоходна.
Основные притоки: Плюсса, Россонь

## Описание реки
Около истока, где река Нарва вытекает из Чудского озера, расположены две деревни: Скамья (Россия) и Васкнарва (Эстония). В Васкнарве (Сыренце) находятся развалины орденского замка, который был построен в 1349 году и впоследствии разрушен. Среднегодовой расход воды — в реке около Васкнарвы — 321 м³/сек или 10,123 км³/год. Чуть ниже по течению, у деревни Омут (Россия) реку преграждают Омутские пороги с общей высотой падения около 5 м, однако не мешающие мелкому судоходству. 40 километров от устья до Нарвского водохранилища река пробивается сквозь заболоченные леса северо-востока Эстонии и юго-запада Ленинградской области России. В этой части реки в неё впадает Чёрная речка (Мустайыги) и несколько ручьёв. В верхнем течении Нарва часто течёт рукавами, образуя достаточно крупные острова. Некоторые из них особенно недалеко от истока, превосходят по ширине саму Нарву (в частности имеются в виду рукава, огибающие остров Верховский, а ширина реки здесь — около 900 м).
В среднем течении русло реки затоплено Нарвским водохранилищем.
В нижнем течении от Нарвских водопадов до моста Дружбы долина Нарвы расположена в каньоне, глубиной более 20 метров. Каньон реки Нарвы — это ландшафтный заказник, охраняющийся государством[каким?]. Начиная от Нарвской ГЭС, в четверти километра ниже плотины по сухому руслу реки находится Кренгольмский остров — самый восточный остров Эстонии и одновременно самая восточная точка этой страны. Остров имеет длину около 750 м и ширину около 200 м. На нём расположены фабрики Кренгольмской мануфактуры. В этом месте Нарва делится на два рукава, как бы пропуская остров. Ширина левого (эстонского) рукава — 40 м, правого (общего) — 85 м. Через левый (западный) рукав перекинуты три моста, связывающие Кренгольмский остров с левым берегом (однако с правым берегом связи нет).
В сухом русле Нарвы находятся Нарвские водопады и пороги, описанные русским поэтом Петром Вяземским. Не будь водохранилища, каждую секунду с 7-метровой высоты низвергалось бы 380 м³ воды, но водопад «включается» только раз в неделю. Высота левого Кренгольмского водопада — от 4 м до 6 м, а правого Йоальского — от 6 м до 7,5 м. Общая ширина водопадов — 125 метров, хотя Йоальский (левый) несколько короче правого. Через сухое русло проходит «кусочек» Балтийско-Ладожского уступа (Северо-Эстонского глинта). Этот «кусочек» — Нарвские водопады. Из-за водопадов невозможно прямое речное судоходство по реке Нарве из Чудского озера в Финский залив. Сухое русло реки имеет длину 1,6 км, начинается от Нарвской плотины и кончается в 500 м выше Нарвской ГЭС.
Ниже Нарвской ГЭС течение Нарвы наиболее бурно.
Далее река течёт ещё 2,2 км в пределах городов Нарвы и Ивангорода, а остальные 12 км преодолевает через поросшие хвойным лесом берега, встречая на своём пути несколько островов, в частности Петровский остров и остров Канну. В 700 метрах от устья Нарвы, в неё впадает река Россонь (Россона). Россонь связывает реки Нарву и Лугу, протекающей в 15-и км к востоку. Россонь имеет интереснейшее явление — бифуркацию. В зависимости от количества воды в реках Нарва и Луга, Россонь течёт, то в сторону Нарвы, то в сторону Луги.
В месте впадения Нарвы в Нарвскую губу Финского залива Балтийского моря расположен город-курорт Нарва-Йыэсуу (Эстония).

## Этимология
Наиболее популярна этимология М. Фасмера, сравнившего название реки с вепс. narvaine «порог». Учитывая чередование гласных (др.-рус. Нарова, Норова, Нерова), возможно и балтийское происхождение — от распространённого гидронимического корня *Nar-/*Ner- (ср. рус. нырять). Наконец, не исключено заимствование из древнегерманского *narwa «узкий» (ср. англ. narrow), нередко обозначавшего узкие проливы.
В 1681, 1684, 1900, 1905, 1933 г. обозначалась на карте как река Нарова.
Переименование реки произошло в 1927 году по инициативе эстонской стороны. В газете «Старый Нарвский Листок» 1927 года так описывается это событие: «Согласно предложению Академическаго Общества родного языка и постановлению Управления Вирскаго округа („Riigi Teataja“ 1927 г. № 5) вместо слова „Нарова“, впредь будет употребляться слово „Нарва“. Следовательно будут названия: Усть-Нарва, Нарвская волость и река Нарва вместо Усть Нарова, Наровская волость и река Нарова.»
В 1976 году обозначалась на карте, как река Нарва (Нарова).

## Фауна
Нарва богата рыбой. Здесь обитает плотва, окунь, лещ, щука, краснопёрка и другие такие же, как и в Чудском озере и Нарвском водохранилище. В нижнем течении нерестятся лососёвые, а также любимая гурманами нарвская минога.